# Pseudohippopsis albolateralis
Pseudohippopsis albolateralis là một loài bọ cánh cứng trong họ Cerambycidae.